# Number 5
| Recensione                        | Giudizio   |
| --------------------------------- | ---------- |
| AllMusic                          | [ 1 ]      |
| The New Rolling Stone Album Guide | [ 2 ]      |
| Sputnikmusic                      | 2.9 (Good) |
| Piero Scaruffi                    | [ 4 ]      |
| Dizionario del Pop-Rock           | [ 5 ]      |
| 24.000 dischi                     | [ 6 ]      |

Number 5 è il quinto album discografico della Steve Miller Band, pubblicato dalla casa discografica Capitol Records nel 1970.
L'album raggiunse la ventitreesima posizione (12 settembre 1970) della classifica statunitense Billboard 200.

## Tracce
Lato A
1. Good Morning – 2:45 (Bobby Winkelman)
2. I Love You – 2:49 (Steve Miller)
3. Going to the Country – 3:43 (Steve Miller, Ben Sidran)
4. Hot Chili – 3:28 (Tim Davis)
5. Tokin's – 4:20 (Tim Davis)

Lato B
1. Going to Mexico – 2:23 (Steve Miller, Boz Scaggs)
2. Steve Miller's Midnight Tango – 2:38 (Ben Sidran)
3. Industrial Military Complex Hex – 3:54 (Steve Miller)
4. Jackson-Kent Blues – 7:15 (Steve Miller)
5. Never Kill Another Man – 2:48 (Steve Miller)

## Musicisti
Good Morning
- Steve Miller - pianoforte, accompagnamento vocale
- Bobby Winkelman - voce solista, chitarra a 12 corde, basso
- Jim Miller - chitarra solista
- Tim Davis - batteria, accompagnamento vocale

I Love You
- Steve Miller - voce solista, chitarra solista, chitarra a 12 corde
- Charlie McCoy - armonica
- Bobby Winkelman - basso, voce
- Tim Davis - voce

Going to the Country
- Steve Miller - voce, chitarra a 12 corde
- Buddy Spicher - fiddle
- Charlie McCoy - armonica
- Bobby Winkelman - basso
- Tim Davis - batteria

Hot Chili
- Steve Miller - basso
- Tim Davis - voce solista, batteria
- Curley Cook - chitarra acustica
- Nicky Hopkins - pianoforte
- Bud Billings - tromba

Tokin's
- Steve Miller - armonie vocali
- Tim Davis - voce solista, batteria
- Bobby Winkelman - armonie vocali
- Wayne Moss - chitarra, basso
- Charlie McCoy - harp
- Bobby Thompson - banjo

Going to Mexico
- Steve Miller - voce solista, chitarra solista, Condor Innovator
- Bobby Winkelman - basso
- Tim Davis - batteria
- Curley Cook - chitarra ritmica
- Lee Michaels - organo

Steve Miller's Midnight Tango
- Steve Miller - voce, chitarra
- Ben Sidran - tastiere
- Jimmy Tillman - batteria

Industrial Military Complex Hex
- Steve Miller - voce, chitarre
- Bobby Winkelman - basso, accompagnamento vocale
- Tim Davis - batteria, accompagnamento vocale
- Nicky Hopkins - pianoforte

Jackson-Kent Blues
- Steve Miller - voce solista, chitarra solista, echoplex guitar
- Bobby Winkelman - basso
- Tim Davis - batteria
- Jim Miller - chitarra ritmica

Never Kill Another Man
- Steve Miller - voce, chitarra a 12 corde
- The Norman Keith Spicher String Heptad - strumenti ad arco
- Nicky Hopkins - pianoforte
- Lonnie Turner - basso

Note aggiuntive
- Steve Miller Band - produttori
- Registrazioni effettuate al Cinderella Sound Studios di Nashville, Tennessee (Stati Uniti)
- Wayne Moss - ingegnere delle registrazioni
- Gene Eichelburger - secondo ingegnere delle registrazioni
- Coordinatore delle registrazioni (Capitol Records): John Palladino
- Mixaggio effettuato al Heider Studios di San Francisco, California
- Ron Schmid - fotografia copertina frontale album
- Ethan Russell - altre fotografie
- Kim Miller - fotografia interno copertina[9]